# Liste von unbewohnten Inseln und Inselgruppen (Südlicher Ozean)
In die Liste von unbewohnten Inseln und Inselgruppen (Südlicher Ozean) gehören nur im Südlichen Ozean (Südpolarmeer) und seiner Nebenmeere gelegene Inseln oder Inselgruppen, die entweder noch nie von Menschen bewohnt waren oder seit längerer Zeit nicht mehr dauerhaft besiedelt sind. Befindet sich auf einer Insel lediglich ein Leuchtturm, eine Forschungsstation oder eine ähnliche Einrichtung, gilt die Insel auch dann als unbewohnt, wenn sich dort ab und zu einige Personen aufhalten.
Einzelne Inseln einer gemeinsamen Inselgruppe bitte unterhalb der Bezeichnung der Inselgruppe einfügen.

## AntarktischeInseln

### OstantarktischeInseln
- Burkett-Inseln (66° 55′ S, 50° 18′ O)
- Adams Island (66° 33′ S, 92° 35′ O)
- Balleny-Inseln (66° 55′ S, 163° 45′ O)
  - Young Island (66° 24′ S, 162° 17′ O)
  - Buckle Island (66° 39′ S, 163° 12′ O)
  - Sabrina Island (66° 58′ S, 163° 17′ O)
  - Sturge Island (67° 30′ S, 164° 38′ O)
- Beaufort-Insel (76° 58′ S, 167° 0′ O)
- Franklin-Insel (76° 4′ 59″ S, 168° 18′ 59″ O)

### WestantarktischeInseln
- Berkner-Insel (79° 20′ S, 48° 7′ W)
- Bear Island (68° 9′ S, 67° 14′ W)
- Adelaide- und Biscoe-Inseln (67° 11′ S, 68° 26′ W)
  - Adelaide-Insel (67° 12′ S, 68° 30′ W)
  - Biscoe-Inseln
    - Büdel-Inseln
- Spaatz-Insel (73° 00′ S, 75° 00′ W)
- Peter-I.-Insel (68° 52′ 55″ S, 90° 34′ 12″ W)
- Thurston-Insel (72° 10′ S, 99° 0′ W)
- Windmill-Inseln (66° 21′ S, 110° 25′ W)
  - Holl-Insel (66° 25′ S, 110° 26′ W)
- Siple-Insel (73° 44′ S, 125° 12′ W)
- Roosevelt-Insel (79° 17′ S, 162° 0′ W)
- Scott-Insel (67° 22′ S, 179° 52′ W)

## SubantarktischeInseln
- Cockburn-Insel (64° 12′ S, 56° 51′ W)
- Henderson Island (66° 22' S, 97° 10' O)
- James-Ross-Insel (64° 10' S, 57° 45' W)
- Joinville-Inseln (63° 15' S, 55° 15' W)
  - Dundee-Insel (63° 30' S, 55° 55' W)
  - D’Urville-Insel (63° 5' S, 56° 25' W)
  - Joinville-Insel (63° 15' S, 55° 45' W)
  - Paulet-Insel (63° 35' S, 55° 47' W)
- Masson Island (66° 8' S, 96° 35' O)
- Melchior-Inseln (64° 19' S, 62° 57' W)
  - Bremeninsel (64° 19' S, 62° 56' W)
  - Omegainsel (64° 19' 59" S, 62° 55' 59" W)
- Nansen-Insel (64° 35' S, 62° 6' W)
- Snow Hill Island (64° 28′ S, 57° 12′ W)
- Südliche Orkneyinseln
  - Coronation-Insel (60° 35' S, 45° 37' W)
  - Inaccessible Islands (60° 34' S, 46° 44' W)
  - Laurie Island (60° 43' S, 44° 31' W)
  - Powell Island (60° 41' S, 45° 2' W)
  - Signy Island (60° 43' S, 45° 35' W)
- Südliche Shetlandinseln
  - Bridgeman Island (62° 4' S, 56° 44' W)
  - Clarence Island (61° 13' S, 54° 6' W)
  - Cornwallis-Insel (61° 4' S, 54° 28' W)
  - Deception Island (62° 56' S, 60° 38' W)
  - Elephant Island (61° 1' S, 54° 54' W)
  - Gibbs Island (61° 42' 20" S, 55° 49' 19" W)
  - Half Moon Island (62° 35' S, 59° 56' 30" W)
  - Low Island (63° 17' S, 62° 8' W)
  - Penguin Island (62° 6' S, 57° 54' W)
  - Robert Island (62° 24' S, 59° 30' W)
  - Rugged Island (62° 38' S, 61° 15' W)
  - Smith Island (62° 59' S, 62° 30' W)
  - Snow Island (62° 47' S, 61° 23' W)